# Hal Newhouser
Harold Newhouser (ur. 20 maja 1921, zm. 10 listopada 1998) – amerykański baseballista, który występował na pozycji miotacza przez 17 sezonów w Major League Baseball.

## Życiorys
W lecie 1938 roku w wieku 17 lat podpisał kontrakt z Detroit Tigers, który zaoferował mu 500 dolarów. W sezonie 1939 rozegrał 34 mecze w zespołach niższych lig i zadebiutował w MLB w meczu przeciwko Cleveland Indians. Rok później w World Series, w których Tigers ulegli Cincinnati Reds, nie zagrał w żadnym meczu. W 1942 po raz pierwszy w karierze wystąpił w Meczu Gwiazd.
W sezonie 1944 zaliczył najwięcej w lidze zwycięstw (29), zwyciężył w klasyfikacji strikeouts (187) i został wybrany MVP American League. W 1945 był najlepszy w klasyfikacji ERA ze wskaźnikiem 1,81, rozegrał najwięcej pełnych meczów (29) i najwięcej inningów (313⅓) i po raz drugi z rzędu zwyciężył w klasyfikacji strikeoutów (212), ponadto wybrano go ponownie najbardziej wartościowym zawodnikiem. Jest do dziś jedynym miotaczem w historii Major League, który zdobył tę nagrodę dwa razy z rzędu. W World Series 1945 roku rozegrał 3 mecze (2–1 W–L, 6,10 ERA, 22 SO, 2 CG), a Tigers pokonali Chicago Cubs w siedmiu meczach.
W sezonie 1946 mając ponownie najlepszy ERA (1,94) i najwięcej zwycięstw (26) w American League, zajął drugie miejsce w głosowaniu do nagrody MVP za Tedem Williamsem z Boston Red Sox. W kwietniu 1954 przeszedł do Cleveland Indians jako wolny agent, zaś rok później 3 maja 1955, wystąpił po raz ostatni.
Po zakończeniu kariery był między innymi skautem w Baltimore Orioles, Cleveland Indians, Detroit Tigers i Houston Astros. W 1992 został wybrany do Galerii Sław Baseballu. Pod koniec lat dziewięćdziesiątych miał rozedmę płuc i kłopoty z sercem. Zmarł 10 listopada 1998 roku w wieku 77 lat.

## Nagrody i wyróżnienia
| Nagroda/wyróżnienie           | Lata                                     | Źródło |
| 2× MVP American League        | 1944, 1945                               | [ 1 ]  |
| 7× All-Star                   | 1942, 1943, 1944, 1945, 1946, 1947, 1948 | [ 3 ]  |
| Zwycięzca w World Series      | 1945                                     | [ 6 ]  |
| Triple Crown                  | 1945                                     | [ 10 ] |
| Baseball Hall of Fame         | od 1992                                  | [ 9 ]  |
| # 16 zastrzeżony przez Tigers | 1997                                     | [ 5 ]  |